# Margrethe Matherová

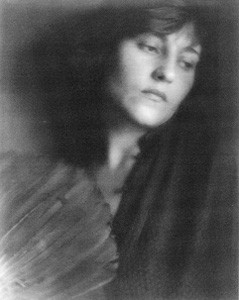
Florence Deshon s vějířem, 1921

Margrethe Matherová (nepřechýleně Mather; roz. Emma Caroline Youngren 4. března 1886 Salt Lake City – 25. prosince 1952 Los Angeles) byla americká fotografka, která zkoumáním světla a formy pomohla transformovat fotografii na moderní umění.

## Kariéra

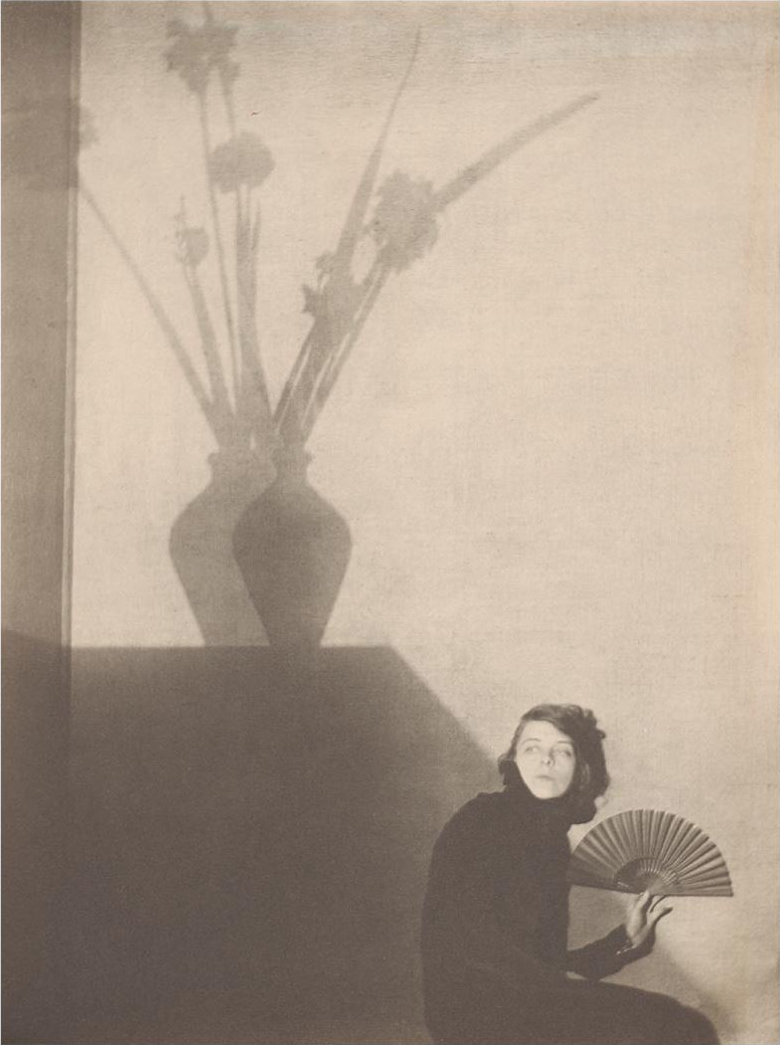
Edward Weston: Epilogue, model: Margrethe Mather, 1919

Matherová byla spojována s Edwardem Westonem. Někdy na podzim roku 1913 navštívila v důsledku jeho rostoucí pověsti Westonovo studio a během několika měsíců se mezi nimi rozvinul intenzivní vztah. Weston byl klidný středozápadní Midwesterňan „transplantovaný” do Kalifornie a Margrethe Matherová byla součástí rostoucí bohémské kulturní scény v Los Angeles. Byla velmi společenská a umělecká v okázalé míře, a její tolerantní sexuální morálka se v té době značně lišila od konzervativního Westona – Matherová byla prostitutkou s bisexuálním zaměřením a preferencí žen. Matherová představovala silný kontrast k Westonovu domácímu životu; jeho manželka Flora byla popisována jako „domácká, rigidní puritánka a zcela konvenční žena, s níž měl málo společného, protože odmítal konvence” – a v ten okamžik objevil Margretin nezaměnitelný a neodolatelný životní styl a její zajímavé fotografické vize. Byli si vzájemně blízkými společníky, kteří spolupracovali na mnoha fotografiích. Westonova sláva však časem Matherovou zastínila a také značné množství prací z období jejich spolupráce i po něm. Matherová a Weston se setkali v roce 1913 a pracovali spolu až do doby, kdy Weston v roce 1923 odešel do Mexika s italskou fotografkou Tinou Modotti.
Fotografie Matherové, které pořídila ať sama nebo ve spolupráci s Westonem, pomohly připravit půdu pro přechod od piktorialismu (měkce zaostřené fotografie romantické kvality) k modernitě. Mnoho jejích fotografií bylo více experimentálních, než ty, které vyrobily její současníci.
Matherová si našla přítele a model v mladém muži jménem William Justema, který o ní později psal ve svých vzpomínkách.
Její poslední výstava se konala v roce 1931 v De Youngovo muzeu v San Francisku. Výstava se skládala z řady obrazů, na kterých se střídaly objekty, jako mušle, řetězy, skleněné oči nebo hřebeny uspořádané v opakujících se vzorech, které ukazovaly jak by se fotografie dala využít k vytvoření prototypů textilních vzorů.
Práce Matherové byly zveřejněny v knize Margrethe Mather & Edward Weston: A Passionate Collaboration (W.W. Norton & Santa Barbara Museum of Art, 2001).